# Leave the Door Open
Leave the Door Open è un singolo del superduo statunitense Silk Sonic, pubblicato il 5 marzo 2021 come primo estratto dal primo album in studio An Evening with Silk Sonic.

## Promozione
Il duo ha presentato il brano per la prima volta in televisione nell'ambito dei Grammy Award.

## Video musicale
Il video musicale, diretto da Bruno Mars e Florent Dechard, è stato reso disponibile su YouTube in concomitanza con la pubblicazione del singolo. È stato candidato come Video dell'anno ai BET Award.

## Tracce
Testi e musiche di Brandon Anderson, Bruno Mars, Christopher Brody Brown e Dernst Emile II.
Download digitale
1. Leave the Door Open – 4:02

Download digitale – Live
1. Leave the Door Open (Live) – 4:20

## Formazione
- Anderson Paak – voce
- Bruno Mars – voce, produzione
- Dernst "D'Mile" Emile II – produzione
- Charles Moniz – ingegneria del suono
- Șerban Ghenea – missaggio
- Randy Merrill – mastering

## Successo commerciale
Negli Stati Uniti Leave the Door Open ha debuttato al numero 4 della Billboard Hot 100 datata al 20 marzo 2021, segnando la diciassettesima top ten di Mars e la prima di Paak. Nel corso della sua prima settimana ha raggiunto 23,5 milioni di radioascoltatori, ha totalizzato 23,2 milioni di riproduzioni in streaming e ha infine venduto 27 000 copie. La settimana seguente è salito al 2º posto, bloccato alla vetta da Up di Cardi B, registrando un incremento del 65% negli ascolti radiofonici e decrementi nelle vendite digitali e negli stream, rispettivamente del 21 e del 16%. Ha poi raggiunto la vetta della classifica nella quinta settimana di permanenza, totalizzando 21,5 milioni di stream, 28 600 copie digitali e 59,1 milioni di radioascoltatori. In questo modo è diventata l'ottava numero uno di Mars e la prima di Paak. Dopo aver stazionato in top three per quattro settimane, nella pubblicazione del 22 maggio è ritornato al vertice della Hot 100 grazie ad ulteriori 17,8 milioni di stream, 14 200 copie e 87 milioni di ascolti registrati nelle radio statunitensi.
In Nuova Zelanda il brano ha fatto il suo ingresso nella classifica dei singoli al primo posto, regalando a Mars la sua quinta numero uno e a Paak la prima.

## Classifiche

### Classifiche settimanali
| Classifica (2021-23)  | Posizione massima |
| --------------------- | ----------------- |
| Argentina             | 20                |
| Australia             | 10                |
| Austria               | 54                |
| Belgio (Fiandre)      | 5                 |
| Belgio (Vallonia)     | 4                 |
| Canada                | 9                 |
| Corea del Sud         | 97                |
| Croazia               | 2                 |
| Danimarca             | 20                |
| El Salvador           | 7                 |
| Francia               | 26                |
| Germania              | 72                |
| Grecia                | 26                |
| Irlanda               | 18                |
| Islanda               | 8                 |
| Israele               | 90                |
| Italia                | 56                |
| Libano                | 4                 |
| Lituania              | 7                 |
| Malaysia              | 1                 |
| Norvegia              | 21                |
| Nuova Zelanda         | 1                 |
| Paesi Bassi           | 13                |
| Perù                  | 19                |
| Portogallo            | 3                 |
| Regno Unito           | 20                |
| Repubblica Ceca       | 44                |
| Repubblica Dominicana | 26                |
| Romania               | 54                |
| Singapore             | 2                 |
| Slovacchia            | 27                |
| Spagna                | 71                |
| Stati Uniti           | 1                 |
| Sudafrica             | 5                 |
| Svezia                | 38                |
| Svizzera              | 23                |
| Vietnam               | 69                |

### Classifiche di fine anno
| Classifica (2021) | Posizione |
| ----------------- | --------- |
| Australia         | 40        |
| Belgio (Fiandre)  | 29        |
| Belgio (Vallonia) | 20        |
| Brasile           | 134       |
| Canada            | 23        |
| Corea del Sud     | 134       |
| Croazia           | 45        |
| Danimarca         | 53        |
| Francia           | 91        |
| Islanda           | 99        |
| Nuova Zelanda     | 14        |
| Paesi Bassi       | 56        |
| Portogallo        | 23        |
| Regno Unito       | 68        |
| Stati Uniti       | 7         |
| Svizzera          | 74        |

## Date di pubblicazione
| Paese                 | Data          | Formato                      | Versione  | Etichetta           | Nota   |
| --------------------- | ------------- | ---------------------------- | --------- | ------------------- | ------ |
| Mondo                 | 5 marzo 2021  | Download digitale, streaming | Originale | Aftermath, Atlantic | [ 60 ] |
| Stati Uniti d'America | 8 marzo 2021  | Adult contemporary radio     | Originale | Atlantic            | [ 61 ] |
| Stati Uniti d'America | 9 marzo 2021  | Contemporary hit radio       | Originale | Atlantic            | [ 62 ] |
| Italia                | 12 marzo 2021 | Contemporary hit radio       | Originale | Warner Italy        | [ 63 ] |
| Mondo                 | 2 aprile 2021 | CD                           | Originale | Aftermath, Atlantic | [ 64 ] |
| Mondo                 | 2 aprile 2021 | CD                           | Live      | Aftermath, Atlantic | [ 65 ] |
| Mondo                 | 2 aprile 2021 | Download digitale, streaming | Live      | Aftermath, Atlantic | [ 66 ] |